# M Countdown
M Countdown (hangul: 엠카운트다운), vanligen skrivet M! Countdown, är ett sydkoreanskt TV-program som direktsänds varje torsdag på Mnet.

## Beskrivning
Varje vecka framträder utvalda artister live på scen med sina nya låtar i programmet och tävlar om första plats. Artisterna tilldelas poäng som till störst del baseras på försäljningsstatistik försedd av Gaon Chart vilket utgör 65% av den totala poängen och är uppdelat i 50% digital nedladdning av singeln och 15% fysisk försäljning av albumet som låten tillhör. 15% av poängen baseras på visningsantalet som singelns officiella musikvideo har uppnått på Youtube, medan 20% av poängen baseras på omröstning av fans som genomförs inför varje nytt avsnitt och är uppdelat i 10% omröstning på internet och 10% SMS-röster.
Tillsammans med liknande program som sänds under veckan på andra TV-kanaler är M Countdown en av de främsta plattformarna för marknadsföring av ny musik i Sydkorea. Redan etablerade skivbolag och artister har större chans att få medverka i programmen då det bland annat ger högre tittarsiffror.

## Flest vinster
| Plats | Artist            | Antal | Debut |
| ----- | ----------------- | ----- | ----- |
| 1     | Big Bang          | 23    | 2006  |
| 2     | Girls' Generation | 18    | 2007  |
| 3     | TVXQ              | 17    | 2003  |
| 4     | 2NE1              | 15    | 2009  |
| 4     | EXO               | 15    | 2012  |
| 5     | G-Dragon          | 14    | 2006  |
| 5     | 2PM               | 14    | 2008  |
| 6     | Super Junior      | 13    | 2005  |
| 7     | Beast/Highlight   | 12    | 2009  |
| 7     | Infinite          | 12    | 2010  |
| 8     | Shinhwa           | 11    | 1998  |
| 8     | Psy               | 11    | 1999  |
| 8     | f(x)              | 11    | 2009  |
| 9     | SHINee            | 10    | 2008  |
| 10    | Lee Seung-gi      | 9     | 2004  |
| 10    | SG Wannabe        | 9     | 2004  |
| 10    | Taeyang           | 9     | 2006  |
| 10    | T-ara             | 9     | 2009  |
| 10    | 4Minute           | 9     | 2009  |
| 10    | Sistar            | 9     | 2010  |

## Liknande program
- The Show — tisdagar på SBS MTV
- Show Champion — onsdagar på MBC Music
- Simply K-pop — fredagar på Arirang TV
- Music Bank — fredagar på KBS
- Show! Music Core — lördagar på MBC
- Inkigayo — söndagar på SBS